# ANIMAL☆KOJI
ANIMAL☆KOJI（アニマルコウジ、1991年8月2日 - ）は、福岡県出身の総合格闘家。初代LEGION JAPAN ミドル級王者。

## 来歴
7歳から柔道を習い始め、柔道では県大会2位、九州大会で3位、東海学生柔道大会で準優勝するなど様々な大会で入賞を果たす。その後、総合格闘技団体『PRIDE』やプロレスラーに影響を受け、総合格闘家になることを決意。一度は断念するも、自ら経営するバーの宣伝のため改めて総合格闘技を始め、アマチュアMMAで15戦15勝の成績を上げた。
プロデビュー後は、2017年にDEEPフューチャーキングトーナメント2017 ミドル級で優勝。初代LEGION JAPAN ミドル級でチャンピオンになる。
2020年からは総合格闘家でありながらK-1でキックボクシングの試合にも出場。K-1初戦となった2020年11月3日のRUI戦では2R KO勝ちを収めた。2021年3月28日のK-1 K’FESTA.4 Day.2では、まだキックは1試合の経験しかなかったが、K-1王者のシナ・カリミアンをKOしているキック30戦以上のキャリアを誇るK-1クルーザー級日本No.1選手の愛鷹亮と対戦し、右フックでダウンを奪い3R判定勝ちした。

### RIZIN
2023年10月2日、RIZIN初出場となったRIZIN LANDMARK 6でブラジリアン柔術 世界選手権ムンジアル青帯世界1位・2連覇・ムンジアル茶帯世界3位・全日本2階級2連覇のイゴール・タナベと対戦し、1Rに三角絞めで一本負けを喫した。

### DEEP
2024年5月3日、DEEP IMPACT 119で水野竜也と対戦し、接戦となるも3R判定負けを喫した。
2024年11月4日、DEEP 122 IMPACTでSAINTと対戦し、1RにパウンドでKO勝ち。
同年11月13日、住居侵入容疑で逮捕された。その後、不起訴となり「ご迷惑をおかけしました」と謝罪した。

## 戦績
| 総合格闘技 戦績 | 総合格闘技 戦績 | 総合格闘技 戦績 | 総合格闘技 戦績 | 総合格闘技 戦績 | 総合格闘技 戦績 | 総合格闘技 戦績 |
| --------------- | --------------- | --------------- | --------------- | --------------- | --------------- | --------------- |
| 19 試合         | (T)KO           | 一本            | 判定            | その他          | 引き分け        | 無効試合        |
| 7 勝            | 4               | 0               | 3               | 0               | 0               | 0               |
| 11 敗           | 2               | 1               | 8               | 0               | 0               | 0               |

| 勝敗 | 対戦相手             | 試合結果                       | 大会名                                 | 開催年月日     |
| ○    | SAINT                | 1R 4:29 KO（パウンド）         | DEEP 122 IMPACT                        | 2024年11月4日  |
| ○    | 林田拓海             | 1R 1:48 TKO（肘とパンチ）      | KNUCKLE'S 16 GRANMESSE                 | 2024年6月30日  |
| ×    | 水野竜也             | 3R終了 判定0-3                 | DEEP 119 IMPACT                        | 2024年5月3日   |
| ×    | イゴール・タナベ     | 1R 3:40 三角絞め               | RIZIN LANDMARK 6                       | 2023年10月1日  |
| ×    | メフディ・バゲリ     | 2R終了 TKO（ドクターストップ） | ONE CHAMPIONSHIP ONE WARRIOR SERIES 10 | 2020年2月19日  |
| ○    | 村本悠聖             | 3R 4:50 KO（パンチ）           | LEGION JAPAN LEGION 002                | 2019年11月24日 |
| ×    | ジョセフ・ルチアーノ | 3R終了 判定0-3                 | ONE CHAMPIONSHIP ONE WARRIOR SERIES 7  | 2019年8月6日   |
| ×    | リック・アルチン     | 3R終了 判定0-3                 | ONE CHAMPIONSHIP ONE WARRIOR SERIES 5  | 2019年4月25日  |
| ×    | 渡邊雄太             | 2R終了 判定0-3                 | DEEP 86 IMPACT                         | 2018年10月27日 |
| ○    | 久斗久斗             | 3R終了 判定3-0                 | LEGION JAPAN VOL. 2 MINAMATA           | 2018年5月13日  |
| ×    | パク・ジュンヨン     | 3R 1:57 TKO（パンチ）          | HEAT HEAT 41                           | 2017年12月23日 |
| ○    | 王少伟               | 3R終了 判定3-0                 | KUNLUN FIGHT KUNLUN FIGHT MMA 14       | 2017年8月28日  |
| ×    | 大木良太             | 2R終了 判定1-2                 | LEGION JAPAN LEGION 001                | 2017年6月25日  |
| ○    | ジャン・ミンヤン     | 3R終了 判定3-0                 | KUNLUN FIGHT KUNLUN FIGHT MMA 11       | 2017年5月4日   |
| ×    | 王賽                 | 3R終了 判定0-3                 | KUNLUN FIGHT KUNLUN FIGHT 55           | 2016年12月10日 |
| ○    | アレクサンドル・ササ | 1R 9:07 TKO（パンチ）          | ALL FC ALL FIGHTING CHAMPIONSHIP 4     | 2016年9月10日  |
| ×    | 王賽                 | 3R終了 判定0-3                 | KUNLUN FIGHT KUNLUN FIGHT 45           | 2016年6月5日   |
| ×    | 朴元植               | 2R終了 判定0-3                 | IGF GENOME 34                          | 2015年6月27日  |

## 参考資料
1. ↑  “ANIMAL☆KOJI - RIZIN オフィシャルサイト”. jp.rizinff.com. 2024年4月7日閲覧。
2. ↑  “【K-1】MMAからK-1に挑戦するANIMAL☆KOJI「僕みたいに小さいやつがRUI選手みたいな大きいやつを倒すことには夢がある」”. ゴング格闘技.   ジャパンコンテンツマネジメント (2020年10月20日). 2021年6月24日閲覧。
3. ↑  “【K-1】初参戦でRUIをKO、インパクト大の“野獣”ANIMAL☆KOJI「K-1のベルトをかみ砕きたい」”. ゴング格闘技.   ジャパンコンテンツマネジメント (2020年11月4日). 2021年6月24日閲覧。
4. ↑  “ANIMAL☆KOJIが愛鷹亮破りクルーザー級王座戦線に急浮上【3・28 K-1】”. TOKYO HEADLINE (2021年3月29日). 2021年6月24日閲覧。
5. ↑  “【試合結果】For Japan presents RIZIN LANDMARK 6 in NAGOYA 第7試合／イゴール・タナベ vs. ANIMAL☆KOJI - RIZIN オフィシャルサイト”. jp.rizinff.com. 2024年4月7日閲覧。
6. ↑  “【DEEP】ANIMAL☆KOJIが超豪快KO！スタンドからの飛び込みパウンド一撃、米軍SAINTは立てず”. eFight【イーファイト】 (2024年11月4日). 2024年12月22日閲覧。
7. ↑  “Xで「Z李」名乗るインフルエンサーら5人逮捕　トクリュウか　住居侵入疑い”.   産経新聞 (2024年11月14日). 2024年11月14日閲覧。
8. ↑  “ANIMAL☆KOJI「報告遅れましたが、無事不起訴でした。ご迷惑おかけした方、申し訳ありません。」”.   X (Twitter). 2024年12月23日閲覧。